# Meta Quest 2
Le Meta Quest 2, anciennement Oculus Quest 2, est un casque de réalité virtuelle  (VR) LLC créé par Meta Quest (anciennement Oculus VR), une marque de Meta Platforms, et successeur du Quest. Il est annoncé lors du Facebook Connect 7 et lancé le 13 octobre 2020.
Comme son prédécesseur, le Quest 2 est capable de fonctionner à la fois comme un casque autonome avec un système d'exploitation interne basé sur Android et avec des logiciels VR compatibles Meta Quest fonctionnant sur un PC lorsqu'il est connecté par USB.

## Matériel
Son design est similaire au Meta Quest original, mais en remplaçant l'extérieur noir recouvert de tissu par une apparence en plastique blanc. Il est plus léger que le Quest de première génération, avec 503 grammes contre 571 grammes. La sangle a été changée pour une version à base de tissu (plutôt que la sangle à base élastique[pas clair]), tandis que le port USB-C a été placé à l'arrière du casque. 
Le Quest 2 utilise le système sur puce Qualcomm Snapdragon XR2 (faisant partie d'une ligne conçue principalement pour les appareils de réalité virtuelle et de réalité augmentée)  avec 6 Go de RAM (contre 4 Go dans le modèle de première génération). Il utilise un seul panneau LCD à commutation rapide avec une résolution de 1832 × 1920 par œil. Il prend en charge un taux de rafraîchissement de 120 Hz (contre 72 Hz pour le modèle de première génération) qui est disponible dans l'Oculus Home, et certains jeux compatibles. Le casque comprend un réglage de la distance interpupillaire physique (IPD) à 58 mm, 63 mm et 68 mm, ajusté en déplaçant physiquement les lentilles.
Les contrôleurs Oculus Touch inclus ont été mis à jour avec une taille légèrement plus grande comparée à la version de première génération. Meta a également déclaré que l'autonomie de leur batterie avait été multipliée par quatre par rapport aux contrôleurs inclus avec le Quest de première génération,.

## Jeux
Le Meta Quest 2 est rétrocompatible avec tous les jeux et logiciels pris en charge sur le modèle de première génération.

## Accessoires
Meta Quest a présenté un accessoire Elite Strap qui contient un coussinet en forme d'anneau pour l'arrière de la tête et un cadran de serrage. Meta Quest fait également la promotion des casques Logitech « certifiés » pour Quest 2 (y compris le G333 VR, le tout premier casque in-Ear  de la société) qui ont des cordons raccourcis conçus pour être utilisés avec des casques.
Meta Quest s'est également associé à Logitech pour prendre en charge son clavier K830 dans le cadre de la fonction Infinite Office de Quest, permettant à l'utilisateur de voir le clavier et les mains tout en tapant en VR.

## Lancement
Quest 2 a été officiellement dévoilé le 16 septembre 2020 lors du Facebook Connect 7. Le modèle 64 Go était au prix de 299 dollars, une diminution de 100 dollars par rapport au modèle Quest original. Le modèle 128 Go de la Quest de première génération a été remplacé par un modèle 256 Go à un prix équivalent.

## Accueil
Outre les critiques sur le fait qu'il est initialement obligatoire d'avoir un compte Facebook pour utiliser le Quest 2 et tous les futurs produits Meta Quest, (jusqu'en 2022, remplacé par un compte Meta), The Verge a donné un avis positif lors de son test d'une pré-version, notant que, même s'il manquait des fonctionnalités exceptionnelles, il avait « des améliorations intéressantes telles qu'un poids réduit, un écran avec une meilleure apparence visuelle et un meilleur taux de rafraîchissement que le Quest original, et un port USB déplacé ». Le nouveau bracelet a été critiqué pour avoir « moins de support et un mécanisme de serrage légèrement plus maladroit » (bien que partiellement rectifié par l'accessoire Elite Strap), et le nouveau mécanisme IPD a été considéré comme « ennuyeux » et pas aussi inclusif que celui du modèle de première génération. En conclusion même s'il ne s'agit pas d'une « mise à niveau incontournable » pour les propriétaires existants, le Quest 2 a « le meilleur équilibre global entre le matériel, les fonctionnalités et le prix ». 
Ars Technica a été moins positif. Ils ont noté que déplacer le nouveau bracelet en tissu par rapport aux sangles élastiques du Quest d'origine, en passant par les options IPD limitées, à la durée de vie de la batterie inférieure et aux contrôleurs ayant moins d'adhérence et une précision réduite sur les jeux plus intensifs[pas clair]. Ils ont en autre rajouté que si le passage de l'OLED à l'écran LCD produisait des images « plus nettes », les couleurs, elles, étaient plus « délavées ».

## Ventes
Suite à l'effervescence autour de la bulle du Métavers entre 2020 et 2022, le Meta Quest 2 se positionne rapidement comme leader d'un marché encore embryonnaire mais perçu comme prometteur, notamment grâce au jeu phare Batman : Arkham Shadow (offert pour les acheteurs au lancement). 
Toutefois, l'optimisme est de courte durée et suite à l'effondrement de la bulle les ventes diminuent rapidement et éloignent les perspectives de rentabilité, faisant perdre plus de 70 milliards de dollars à Reality Labs. Le retrait des principaux concurrents (les HoloLens 2 de Microsoft, les Vision Pro d'Apple...) ne suffisent pas à sauver le Meta Quest. 
Le Meta Quest 3 est lancé fin 2024 avec un prix bien moins élevé, mais ne parvient pas à attirer la clientèle. 
En avril 2025, Bloomberg révèle le licenciement d'une centaine d'employés de Reality Labs, notamment dans l'équipe Meta Quest, soi-disant pour aider la division à « travailler de manière plus efficace sur les expériences de réalité mixte à venir ».